# 中国人のチベット移住政策
中国人のチベット移住政策（ちゅうごくじんのチベットいじゅうせいさく、Chinese settlements in Tibet）にてチベット独立団体は、チベットへの漢民族の流入が、中国政府によって時に支援されていることもあり、この地域を漢化する試みであると主張している。一部の学者はこれを漢民族の入植植民地主義の一形態と見なしている。 多くの中国人移民は永久居住者ではない。これらの政策や移民の意図や影響については議論がある。

## 背景
チベットは18世紀に清朝の支配下に入った。 1911年の中国の辛亥革命後、チベットは事実上の独立を獲得した。中華人民共和国は1950年から1951年にかけてチベットを併合した。1959年の第14代ダライ・ラマのインドへの逃亡後、中華人民共和国は1965年にチベット自治区を設立した。
中国人移民の流入は何世紀も前に遡ることができ、隣接地域では現在の緊張以前から衝突があった。 1980年代には中国共産党チベット自治区委員会が幹部移動政策（Cadre Transfer Policy）を実施し、党職員をチベットに派遣した。

## 動機
1991年、ダライ・ラマ14世は次のように述べた。
 新しい中国人入植者は、別の社会、すなわち中国式アパルトヘイトを作り上げた。チベット人が我々の土地で平等な社会的・経済的地位を持つことを否定し、最終的に我々を圧倒し吸収しようとしている。
中国人入植のもう一つの潜在的動機は、かつて保護されていたインド・中国国境へのアクセスを得ることである。
中国人移民には大きな個人的経済的利益が提供される。 出版物によれば、給与は移民の以前の給与の平均71.8％増加するという。 月額手当も支給され、金額は移民の居住地の「過酷度」に応じて変動する。 幹部移動政策の移民の子供には優先的な職業割り当てが与えられる。 この政策自体も漢民族移民の流入を生み出したが、このより焦点を絞ったアプローチは経済発展を促進する試みと説明された。
1980年代に中国がチベットの経済開発政策を実施した後、チベットに入る移民の大多数は隣接する四川省から来ており、中国共産党の幹部の数を大きく上回った。この新しい波は主に、過密と貧困のために四川を離れた男性で構成される。中国のHukou居住制度のため、彼らは自動的に新しい居住地での合法的居住権を取得するわけではない。チベットの教育の質が低いと見なされているため、多くは十分な貯金をした後に四川に戻り、結婚して子供を持つつもりである。

### 代替的解釈
一部の出版物は、すべての中国人移民の流入が悪意を持っているわけではないと主張している。 Yasheng Huangによれば、幹部移動政策は同化を目的としたものではなく、中国人移民の数は他の時期と比べて最小限であり、新たに併合された地域の経済開発を促進する試みであった。 専門家は「少数精鋭」で派遣された。

## 移民統計
1999年、チベット青年会議のリーダーであるロブサン・サンゲイは、Harvard Asia Quarterlyで、ラサの人口の60～70％が中国人であり、伝統的なチベットのバルコル市場を除き、チベット人が所有する店舗は3,500～4,000店舗のうちわずか400～450店舗であると主張した。 漢民族はまた、政府関連の雇用のほとんどを占めており、公式な中国人移民の95％が国営企業で働いている。
チベット事務所は、データは移民人口が居住許可を持っていないことにより歪められていると主張している。 彼らはまた、武装占拠は「少なくとも25万人」で、ラサ市に集中しており、都市の東部地域ではチベット人が少なくとも2対1で少数であると主張しているが、農村部では中国人は非常に少ない。
2020年の中国の国勢調査によると、チベット自治区における漢民族の人口は12％に増加し、ラサおよびインド国境周辺に集中しているが、甘粛や青海など、チベット人の割合が高い隣接地域では減少した。 チベットの漢民族人口の報告は、通常、夏季に行われる。この時期は地域に漢民族観光客が増加するためである。
一部の移民は、故郷の省で疎外感を感じながらも、チベットに永久に留まるほどの結びつきがないため、より正確には「漂流者」と表現される。彼らは、より現代化されていない、ゆったりしたライフスタイルに惹かれるが、それでも生計のために働く必要があり、より裕福なライフスタイル移民とは異なる。

### 地域社会への影響
移民労働者の流入は、チベット人や長年住む漢民族住民の間に不満を引き起こしている。店舗やレストランなどのほとんどの小規模事業は、四川出身者によって開設・運営されている。また、チベット外の政府やビジネス資源への関係ネットワークを持つ傾向がある。